# Berline (Fuhrwerk)

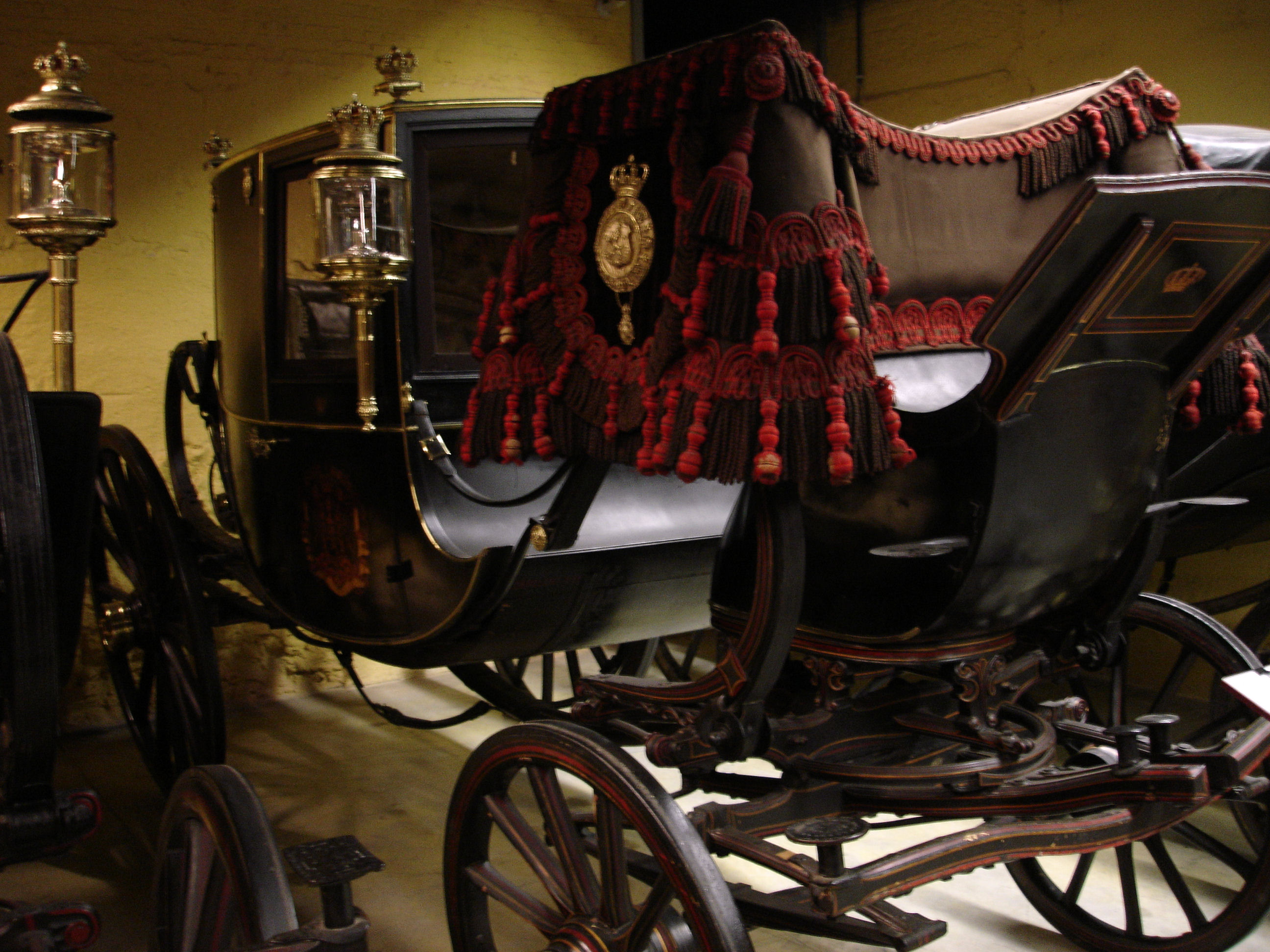
Berline des belgischen Königs Leopold II.

Die Pferdekutsche Berline (Plural Berlinen) ist ein zwei- oder viersitziger voll durchgefederter Reisewagen. Der Wagentyp erhielt seinen Namen nach der Nähe zu Berlin und aufgrund der Beliebtheit, die er in der zweiten Hälfte des 17. Jahrhunderts am Brandenburger Hof erlangte.

## Erfindung und Verbreitung
Der brandenburgische Baumeister Philip de Chiese gilt als Erfinder dieser in der Barockzeit sehr bekannten Pferdekutsche. Er hatte dieses Transportmittel für sich entwickelt, um bequemer als mit den bis dahin genutzten Kutschen eine Fahrt im Auftrag seines Landesherrn nach Paris durchführen zu können. Dieser Wagen zog unterwegs, aber vor allem in der französischen Hauptstadt, eine solche Aufmerksamkeit auf sich, dass Chiese sofort etliche Aufträge für einen Nachbau erhielt. Er stellte in der Folgezeit eine nicht genannte Zahl der zweispännigen Fahrzeuge her und exportierte diese unter anderem nach Frankreich, Holland, Polen, Russland und Schweden. Die Kurfürstin Dorothea benutzte  1671 auch eine solche Kutsche. 1683 ließ der Große Kurfürst über seinen Pariser Gesandten Ezechiel Spanheim dem französischen Sonnenkönig Ludwig XIV. ein vergoldetes Exemplar als Geschenk überreichen einschließlich zehn Pferden.

Berline als Skizze in Seitenansicht

Die Erfindung durch de Chiese ist allerdings nicht vollständig gesichert, teilweise wird auch die erstmalige Herstellung in Frankreich behauptet.
Eine sorgfältig durchgeführte Recherche von Mitarbeitern des Luisenstädtischen Bildungsvereins weist ebenfalls auf die Entwicklung durch de Chiese hin.
Das Grammatisch-kritische Wörterbuch der Hochdeutschen Mundart von Johann Christoph Adelung aus dem Jahr 1793 berichtet: „Philipp de Chiese, General-Quartiermeister und erster Baumeister des Churfürsten Friedrich Wilhelms des Großen, machte sie zuerst in Paris bekannt.“

## Konstruktion und Typen
Bei den Berlinen war der viersitzige Kutschkasten über und nicht zwischen den sehr hoch gekröpften Langbäumen aufgehängt, so dass die Vorderräder höher sein und doch unterlaufen konnten. Der Kutschkasten hatte zwei bis auf den Boden reichende Türen und hing in Riemen an hölzernen oder stählernen Federn. Das Fahrzeug wurde von zwei nebeneinander angeschirrten Pferden gezogen. Um die Mitte des 18. Jahrhunderts kamen die in C-Federn hängenden zweisitzigen Halbberlinen auf, in denen sich die Fahrgäste gegenübersaßen (vis-à-vis). Die Viersitzer wurden auch verwendet als Berliner Droschken erster Klasse. Gegen Ende des 18. Jahrhunderts waren zunehmend Kutschen mit beweglichem Verdeck beliebt, die sogenannten Stadtberlinen.
Die Berline wurde besonders als Reisewagen und Postkutsche eingesetzt und im Verlauf des 18. und 19. Jahrhunderts zunehmend durch den gleichartig gefederten Landauer verdrängt, der den Vorteil eines vollständig zu öffnenden Faltverdecks bot.
Im Auftrag der Deutschen Post AG besteht die letzte deutsche Postkutschenlinie Bad Kissingen–Bad Bocklet bzw. dem Schloss Aschach. Verwendet wird eine „Berline mit Coupé“, einer Rekonstruktion aus dem Jahre 1967 aus den Hauptwerkstätten für Kraftpostwagen in Bamberg.

## Etymologie
Im Wörterbuch der Académie française erscheint das Wort berline 1718 für eine Art Kutsche mit neuartiger Aufhängung, weicher gefedert als andere Kutschen. Dies ist der älteste französische Wörterbuchbeleg. Im Jahr 1721 wird ausgeführt, die Kutschen seien vor wenigen Jahren aufgetaucht und von manchen brelingue oder brelinde genannt worden. Richtig sei jedoch berline, da sie aus Berlin in Deutschland gekommen seien. Andere würden die Erfindung den Italienern zuschreiben. Johann Christoph Gottsched schrieb 1748 über die Verwendung des Begriffs Berline durch die Franzosen:

„Wo man die Sache selbst von einem benachbarten Volke bekommen hat, da muß man auch wohl das Wort behalten: so wie die Franzosen eine zurückschlagende Kutsche Berline nennen, weil sie in Berlin erfunden worden.“

In der 1771 erschienenen Abhandlung des französischen Kunstschreiners André-Jacob Roubo über die Schreinerei heißt es zum Wagenbau:

„Eine zweite Art moderner Wagen nennt man Berlinen, nach Berlin, der Hauptstadt von Preußen, wo sie erfunden wurden … Die Berlinen sind nun die häufigsten Wagen und es gibt mehrere Arten davon … Die eigentlichen Berlinen oder Berlinen à deux fonts für vier Personen und die Halbberlinen Vis-à-vis für zwei Personen … [Eine leichtere Art von Berlinen] nennt man Carrosse coupé oder Berlingot, meist jedoch Diligence.“

## Weiterverwendung der Bezeichnung

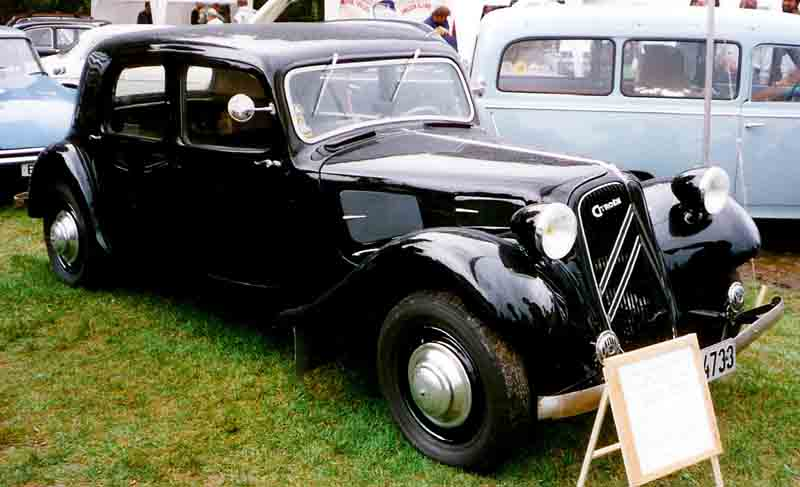
Citroën Traction Avant: Im Französischen bezeichnet das Wort berline eine Fahrzeugbauart

Im heutigen Französischen bezeichnet das Wort berline im Automobilwesen einen geschlossenen Personenwagen mit jeweils zwei Seitenfenstern (wohingegen eine Limousine drei Seitenfenster besitzt) und im Bergbau einen Grubenwagen. Im Italienischen, Spanischen und Portugiesischen ist berlina (bzw. Berlinetta, ital. Verkleinerungsform von „Berlina“) ebenfalls die gängige Bezeichnung für diese Fahrzeugbauart. Die vielfältige Verwendung der Berline in anderen Ländern geht höchstwahrscheinlich auf die damals erfolgten Exporte zurück.